# Arne Ramholt
Arne Ramholt (* 20. Mai 1976 in Zürich) ist ein ehemaliger Schweizer Eishockeyspieler.

## Karriere
Arne Ramholt spielte in der Schweizer Nationalliga A für die ZSC Lions, Kloten, Zug, Davos (Meister 2005) sowie die SCL Tigers. Ramholt war im NHL Entry Draft 2000 in der neunten Runde von den Chicago Blackhawks gedraftet worden und sammelte in der Saison 2000/01 auch Erfahrungen in Chicagos AHL-Farmteam, den Norfolk Admirals und erzielte drei Tore und acht Assists in 62 Spielen. Nachdem er ein Jahr pausiert hatte und sich auf seine berufliche Ausbildung konzentrierte, unterschrieb er mittlerweile für eine Saison mit Option auf eine weitere in der NLB beim EHC Olten. Nach der Saison 2009/10 beendete er seine aktive Laufbahn endgültig.

## Erfolge und Auszeichnungen
- 2004 Spengler-Cup-Gewinn mit dem HC Davos
- 2005 Schweizer Meister mit dem HC Davos